# Bartkowo
Bartkowo [bartˈkɔvɔ] (tiếng Đức Bartikow) là một ngôi làng thuộc khu hành chính của Gmina Gryfino, thuộc hạt Gryfino, West Pomeranian Voivodeship, ở phía tây bắc Ba Lan, gần biên giới Đức. Nó nằm khoảng 7 kilômét (4 mi) phía đông nam Gryfino và 25 km (16 mi) phía nam thủ đô khu vực Szczecin.
Làng có dân số 141 người.